# Anisolornis excavatus
Anisolornis excavatus — вид вимерлих птахів незрозумілого систематичного положення, що існував у міоцені на території сучасної Патагонії. Скам'янілі рештки знайдені у пластах формації Санта-Круз, Аргентина. Більшість дослідників відносять вид до групи Pangalliformes, яка близька до сучасних куроподібних, інші — до журавлеподібних.